# SN 1963B
SN 1963B – supernowa typu I odkryta 23 stycznia 1963 roku w galaktyce A151131+0514. W momencie odkrycia miała maksymalną jasność 17,00m.